# Francesco Ginanni
Francesco Ginanni (Pistoia, Toscana, 6 d'octubre de 1985) és un ciclista italià, professional des del 2008 al 2012.
Com a ciclista amateur de l'equip Finauto Neri Lucchini Zoccorinese el 2007 va aconseguir catorze victòries. Aquests èxits el van dur a ser descobert per Gianni Savio, que el va contractar per córrer el 2008 amb l'equip professional italià Serramenti PVC Diquigiovanni-Androni Giocattoli.
El 2008 va aconseguir diverses places d'honor en les primeres curses que disputà. A l'agost va aconseguir la primera victòria al Gran Premi de la indústria i el comerç artesanal de Carnago , i poques setmanes després també guanyà la Tre Valli Varesine i el Giro del Vèneto, contra rivals com Damiano Cunego i Stefano Garzelli. La premsa italiana el va començar a anomenar el "nou Saronni". Aquests resultats li van permetre acabar l'any en vuitena posició de l'UCI Europe Tour.
L'any següent va continuar aconseguint bons resultats, guanyant dues curses en una setmana al febrer, el Trofeu Laigueglia per davant de Filippo Pozzato, i el Gran Premi de la Insubria, on va superar Enrico Rossi a l'esprint. A l'agost va guanyar el Gran Premi de la indústria i el comerç artesanal de Carnago. El 2010, després de guanyar el Trofeu Laigueglia per segona vegada consecutiva, va acabar setè a la Milà-Sanremo. Una al·lèrgia el va mantenir fora de la competició durant la major part de l'any. L'any següent va córrer poc i el seu punt de velocitat a l'esprint ja no era el mateix. Els seus millors resultats van ser un tercer lloc a la Fletxa d'Émeraude i un cinquè lloc al Trofeu Matteotti. En acabar la temporada deixar l'Androni.
El 2012, es va incorporar a l'Acqua&Sapone, però aquest va desaparèixer a finals d'any. Finalment es va retirar als 27 anys.

## Palmarès
- 2006
  - 1r a la Milà-Busseto
  - 1r al Giro del Valdarno
  - Vencedor de 2 etapes del Giro de la Toscana sub-23
- 2007
  - 1r al Giro del Casentino
  - Vencedor d'una etapa del Gran Premi de Portugal
- 2008
  - 1r al Gran Premi de la indústria i el comerç artesanal de Carnago
  - 1r als Tre Valli Varesine
  - 1r al Giro del Vèneto
- 2009
  - 1r al Trofeu Laigueglia
  - 1r al Gran Premi de la Insubria
  - 1r al Gran Premi de la indústria i el comerç artesanal de Carnago
- 2010
  - 1r al Trofeu Laigueglia